# The Way Back (film, 2020)
Pour les articles homonymes, voir The Way Back.
Pour plus de détails, voir Fiche technique et Distribution.
The Way Back est un film dramatique américain réalisé par Gavin O'Connor et sorti en 2020.

## Synopsis
Ferrailleur divorcé de sa femme, Jack Cunningham a tout perdu à cause de son alcoolisme. Lors d'un dîner de Thanksgiving, sa sœur Beth lui fait part de l'inquiétude de sa famille de le voir plonger de plus en plus dans l'alcool et la dépression. Le lendemain, il est contacté par une ancienne connaissance de son adolescence, le père Devine, qui lui propose de remplacer l'entraîneur, victime d'une crise cardiaque, d'une équipe de basket, les Bishop Hayes, dans laquelle il a joué quand il était lycéen dans l'école catholique en question. Ancien joueur doué, il aurait pu avoir une grande carrière mais, contre toute attente, il a tout abandonné à l'époque. D'abord réticent, Cunningham accepte le challenge d'autant plus que les Bishop Hayes n'ont remporté qu'une seule victoire et n'ont jamais réussi à atteindre les séries éliminatoires.

## Fiche technique
Sauf indication contraire, les informations mentionnées dans cette section peuvent être confirmées par la base de données cinématographiques IMDb,  présente dans la section « Liens externes ».
- Titre original et français : The Way Back
- Titre anglophone alternatif:  Finding The Way Back (au Royaume-Uni)
- Réalisation : Gavin O'Connor
- Scénario : Brad Ingelsby
- Musique : Rob Simonsen
- Direction artistique : Bradley Rubin
- Décors : Douglas A. Mowat
- Costumes : Cindy Evans
- Photographie : Eduard Grau
- Montage : David Rosenbloom
- Production : Ben Affleck, Mark Ciardi, Gordon Gray, Ravi D. Mehta, Gavin O'Connor et Jennifer Todd

Producteurs délégués : Gary Barber, Jason Cloth, Robert J. Dohrmann et Aaron L. Gilbert
- Sociétés de production : Warner Bros., Bron Creative, Mayhem Pictures, Film Tribe et Pearl Street Films
- Société de distribution : Warner Bros. (États-Unis)
- Budget : estimé entre 21 et 25 millions de dollars[1],[2]
- Pays de production :  États-Unis
- Langue originale : drame
- Format : couleur
- Genre : drame sportif
- Durée : 108 minutes
- Dates de sortie[3] :
  - États-Unis : 6 mars 2020
  - France : 3 août 2020 (en vidéo à la demande)

## Distribution
- Ben Affleck (VF : Boris Rehlinger) : Jack Cunningham
- Al Madrigal : Dan
- Michaela Watkins (VF : Louise Lemoine Torrès) : Beth
- Janina Gavankar: Angela
- Glynn Turman (VF : Jean-Paul Pitolin) : Doc
- Todd Stashwick (VF : Stéphan Imparato) : Kurt
- Brandon Wilson (VF : Geoffrey Loval) : Brandon Durrett
- Charles Lott Jr. (VF : Tom Trouffier) : Chubbs Hendricks
- Will Ropp (en) : Kenny Dawes
- Rachael Carpani (VF : Marie Perret) : Diane
- Marlene Forte : Gale
- Melvin Gregg : Marcus Parrish
- Chris Bruno : Sal DeSanto
- Dan Lauria : Gerry Norris
- Hayes MacArthur : Eric

 Source et légende : version française (VF) sur RS Doublage

## Production
Le tournage débute en octobre 2018. Il se déroule en Californie (Chaffey High School (en) à Ontario, Los Angeles, Long Beach).